# رمان تصویری
رمان تصویری، رمان مصور یا ویژوال ناول (به انگلیسی: Visual novel) که اغلب به عنوان VN مخفف می‌شود، یک ژانر بازی ویدئویی در سبک داستانی تعاملی است، این نوع بازی‌های ویدئویی دارای داستان مبتنی بر متن هستند که با تصاویر بصری و انتخاب‌های کاربر، داستان را روایت می‌کنند. در این ژانر، اغلب از هنرهای سبک انیمه یا در برخی موارد از عکس‌های زنده (و گاهی فیلم) استفاده می‌شود.
رمان‌های تصویری از ژاپن سرچشمه گرفته‌اند و به‌ویژه در آنجا پرطرفدار هستند؛ به طوری که تقریباً ۷۰ درصد عناوین بازی‌های رایانه‌ای منتشر شده در سال ۲۰۰۶ را تشکیل می‌دهند. در ژاپن، غالباً بین رمان‌های تصویری (NVL, از کلمه «ناول») که فقط شامل روایت باشد و عناصر تعاملی بسیار کمی داشته باشد، و بازی ماجراجویی (AVG یا ADV، از کلمه «ماجراجویی»)، تمایز قائل می‌شوند. از نظر آنها بازی‌های ماجراجویی، شامل حل پازل و انواع دیگر گیم پلی است. معمولاً این تمایز در خارج از ژاپن از بین می‌رود، زیرا طرفداران در جهان به رمان‌های تصویری و بازی‌های ماجراجویی به عنوان «رمان تصویری» نگاه می‌کنند.
رمان‌های تصویری به ندرت برای کنسول‌های بازی ویدئویی تولید می‌شوند، اما بازی‌های محبوب تر برای کنسول‌های سگا ساترن، دریم‌کست، پلی‌استیشن همراه یا اکس‌باکس ۳۶۰ نیز منتشر شده‌اند. رمان‌های تصویری مشهورتر اغلب به شکل لایت ناول، مانگا یا انیمه اقتباس می‌شوند. بازار رمان‌های تصویری در خارج از شرق آسیا کم‌رونق است ولی تعدادی از انیمه‌های اقتباس شده بر پایه رمان تصویری، در بین طرفداران انیمه در جهان غرب محبوب هستند. به عنوان مثال می‌توان به کلند، کانون، ایر، اومینکو، هیگوراشی، اشتاینز؛گیت، کیاس؛هد، کیاس؛چایلد و فیت/استی نایت اشاره کرد.
بسیاری از رمان‌های تصویری بر روی ژانر درام به ویژه در موضوعاتی مانند عاشقانه یا خانوادگی، متمرکز شده‌اند اما رمان‌های تصویری با محوریت داستان‌های علمی تخیلی، فانتزی و داستان ترسناک نیز محبوب هستند.

## گیم پلی
به‌طور کلی رمان‌های تصویری از سایر انواع بازی متمایز می‌شوند. به‌طور معمول، در رمان تصویری بازیکن با کلیک بر انتخاب‌ها یا دیالوگ‌ها، داستان را جلو می‌برد (که بسیاری از بازی‌های اخیر گزینه‌هایی مانند «سریع به جلو» (fast-forward) را ارائه می‌کنند که بازیکن لازم نیست تمام صحنه‌ها را تماشا کند). یکی دیگر از ویژگی‌های اصلی رمان‌های تصویری تأکید شدید آن بر نثر قوی است زیرا روایت داستان از طریق متن ارائه می‌شود. این ویژگی بازی کردن رمان‌های تصویری را شبیه خواندن کتاب می‌کند.
اکثر رمان‌های تصویری دارای چندین داستان و بیش از یک پایان هستند؛ سازوکار در این مورد به این گونه است که در برخی از نقاط داستانی، چند گزینه برای تصمیم‌گیری وجود دارد و بازیکن با انتخاب خود، جهت بازی را انتخاب می‌کند. به عنوان مثال، در یک رمان تصویری با موضوع شبیه‌ساز دوست‌یابی، از بازیکن خواسته می‌شود دختران مختلفی را انتخاب کند که به نوبه خود منجر به پایان متفاوتی می‌شود.
برخی از رمانهای تصویری خود را صرفاً به داستان تعاملی محدود نمی‌کنند و عناصر دیگر گیم پلی را نیز دارند. نمونه ای از این موضوع بازی Symphonic Rain است، در این عنوان بازیکن ملزم به نواختن نوعی ساز موسیقی است و برای پیشرفت باید نمره خوبی کسب کند.
بازی‌های ساخته شده توسط طرفداران (Fan-created novel games) از محبوبیت قابل قبولی برخوردار است؛ تعدادی موتور بازی رایگان و کیت‌های ساخت و ساز با هدف ساخت سریع و راحت وجود دارد از جمله NScripter , KiriKiri و Ren'Py.
بسیاری از رمان‌های تصویری از صداپیشه‌ها جهت ارائه صدا برای شخصیت‌های بازی استفاده می‌کنند. اغلب، قهرمان داستان بدون صدا گذاری است با اینکه بقیه شخصیت‌ها به‌طور کامل صداگذاری شده‌اند. این موضوع به منظور کمک به بازیکن برای شناخت شخصیت اصلی و جلوگیری از ضبط حجم زیادی از دیالوگ‌ها است چون معمولاً شخصیت اصلی بیشترین خطوط دیالوگ را دارد.

### شاخه‌های روایی

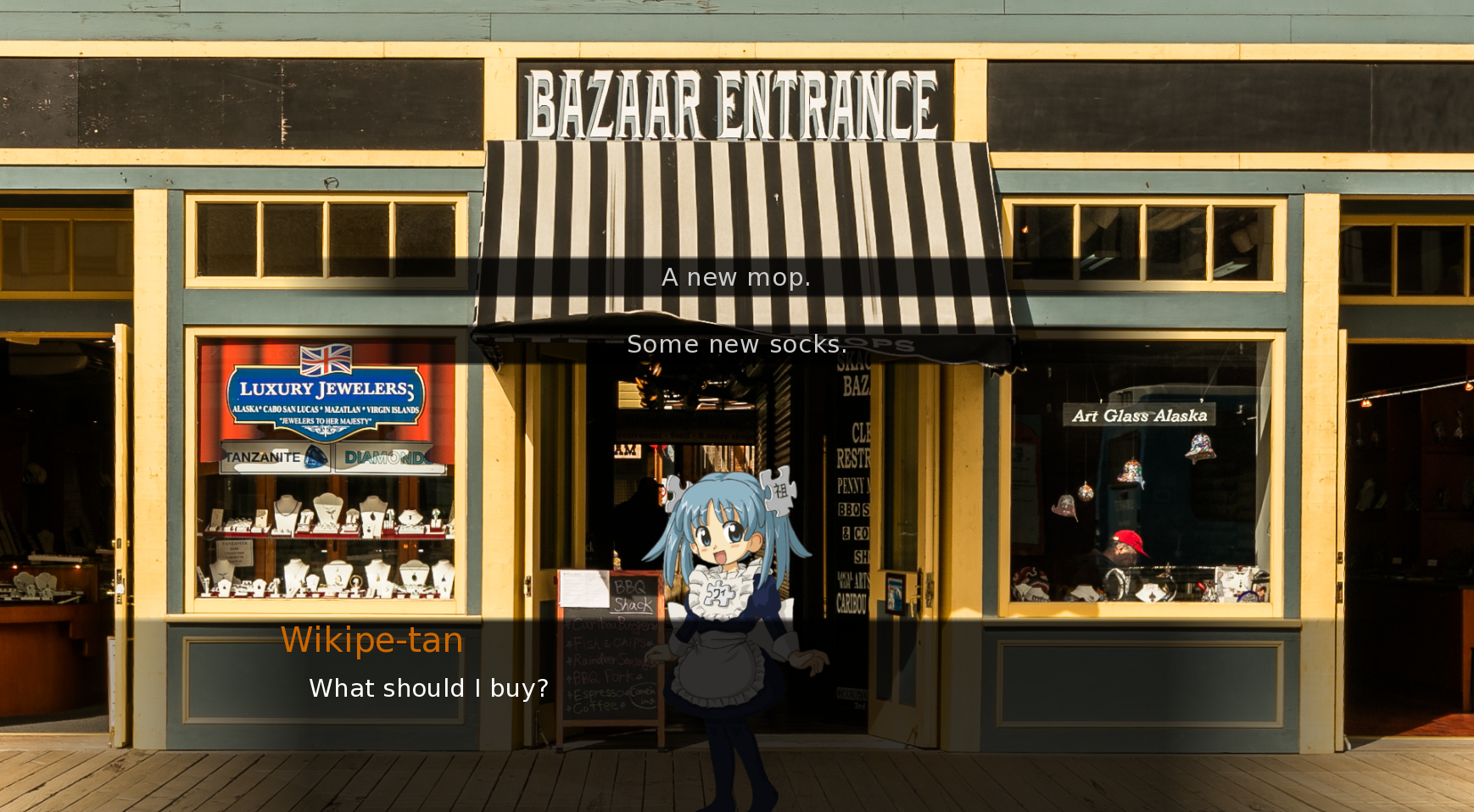
در بسیاری از رمان‌های تصویری، گاهی بازیکنان در معرض انتخاب‌هایی قرار می‌گیرند که برای ادامه کار باید انجام دهند.

داستان‌های شاخه ای غیرخطی یک روند رایج در رمان‌های تصویری است که از طریق آن، چندین پایان مختلف را برای کاربر مهیا می‌کنند. تصمیم‌گیری در یک رمان تصویری به بازیکنان این امکان را می‌دهد که روند اتفاق‌ها و رویدادها را در طول بازی تغییر دهد که منجر به نتایج مختلف می‌شود. یک مثال عنوان Zero Escape: Virtue's Last Reward است که در این بازی تقریباً هر تصمیم و گفتگو می‌تواند به مسیرها و پایان‌های کاملاً جدیدی منجر شود. هر مسیر فقط قسمت‌های خاصی از خط کلی داستان را آشکار می‌کند و تنها پس از چندین بار بازی کردن و کشف همه مسیرها و پایان‌های مختلف، همه اجزاء گرد هم می‌آیند و داستانی منسجم و خوش خط را شکل می‌دهند.
محیط دیجیتالی در رمان‌های تصویری باعث پیشرفت‌های قابل توجهی می‌شود، مانند توانایی کشف کامل جنبه‌ها و دیدگاه‌های مختلف یک داستان. ویژیگی دیگر محیط دیجیتالی، داشتن نقاط تصمیم‌گیری پنهان است که به‌طور خودکار بر اساس تصمیمات گذشته بازیکن تعیین می‌شود. به عنوان مثال، در عنوان فیت/استی نایت، نحوه رفتار بازیکن با شخصیت‌های غیرقابل‌بازی در طول بازی، بر نحوه واکنش آنها به بازیکن در صحنه‌های بعدی تأثیر می‌گذارد مانند کمک به بازیکن یا نجات از مرگ او. ایجاد همچین ویژگی با کتاب‌های فیزیکی بسیار دشوارتر خواهد بود. مهم‌تر از همه، رمان‌های تصویری با محدودیت‌های یک کتاب روبرو نیستند. برای مثال، تعداد کل کلمات ترجمه طرفداران انگلیسی فیت/استی نایت، با در نظر گرفتن تمام مسیرهای انشعابی، تقریباً ۸۰ درصد از کتاب ارباب حلقه‌ها بیشتر است. این افزایش چشمگیر در حجم، به رمان‌های تصویری این اجازه می‌دهد تا داستان‌های طولانی و پیچیده‌ای را بازگو کنند، در حالی که هنوز ساختار مسیر منشعب را حفظ کرده و به آنها اجازه می‌دهد تا بر داستانهای پیچیده با موضوعات مختلف تمرکز کنند. کتاب Choose Your Own Adventure به دلیل محدودیت‌های فیزیکی مانند حجم کتاب و غیره قادر به انجام این کار نبود.
همچنین بسیاری از رمان‌های تصویری در ارتباط با تعامل شخصیت‌ها و انتخاب‌های دیالوگ هستند که معمولاً شامل دیالوگ‌های پیچیده‌ای هستند و اغلب پاسخ‌های احتمالی بازیکن را کلمه به کلمه همان‌طور که شخصیت بازیکن می‌گوید ارائه می‌دهند.
ممکن است رمان‌های تصویری دارای سیستم اخلاقی باشند. یک مثال مشهور، عنوان روزهای مدرسه است، یک رمان تصویری که وبسایت کوتاکو آن را بسیار فراتر از «سیستم‌های انتخاب سیاه و سفید (خوب و بد)» معمولی (اشاره به بازی‌های ویدئویی مانند تأثیر فراگیر، فال‌اوت ۳ و بایوشاک) توصیف می‌کند. در بازی‌های معمولی شما «یک طرف را انتخاب می‌کنید و به آن می‌چسبید» در حالی که «منطقه بین ناشناخته» را رها می‌کنید. در عوض، روزهای مدرسه بازیکنان را تشویق می‌کند تا خاکستری وسط زمین را کشف کنند تا پایان‌های جالب تر و «بد» را مشاهده کنند.

## سبک

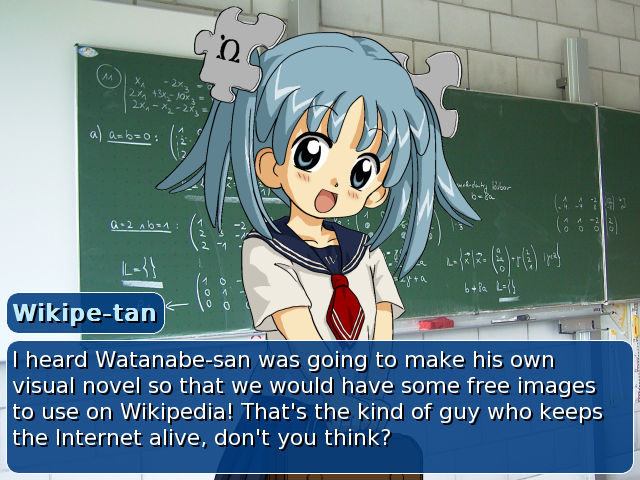
رمان‌های تصویری معمولاً با جعبه‌های گفتگو توصیف می‌شوند. این صفحه یک مثال از طرح یک رمان تصویری معمولی است که توسط موتور بازی Ren'Py ایجاد شده‌است.

با وجود استفاده از سبک روایی ادبیات، رمان‌های تصویری سبکی متفاوت از رمان‌های چاپی ایجاد کرده‌اند. به‌طور کلی، رمان‌های تصویری بیشتر از اول شخص روایت می‌شوند تا سوم شخص، و به‌طور معمول رویدادها را فقط از نظر یک شخصیت ارائه می‌دهند.
در یک رمان تصویری معمولی، گرافیک شامل مجموعه ای از پس زمینه‌ها است (به‌طور معمول فقط یک مورد برای هر مکان در بازی) و شخصیت‌ها بر روی آنها اضافه می‌شوند؛ معمولاً منظر اول شخص است و قهرمان داستان ناپیدا است. در برخی از لحظات کلیدی داستان، ممکن است گرافیک رایانه‌ای نمایش داده می‌شود؛ این تصاویر پرجزئیات تری هستند که مخصوص آن صحنه طراحی شده‌اند که اغلب از زوایای دوربین سینمایی بیشتر استفاده می‌کنند و شامل شخصیت اصلی می‌شوند.
تا دهه ۱۹۹۰، اکثر رمان‌های تصویری از هنر پیکسل استفاده می‌کردند. این موضوع به ویژه در کنسول ان‌ئی‌سی پی‌سی-۹۸۰۱ رایج بود. همچنین رمان‌های تصویری وجود دارد که از عکس‌های زنده یا فیلم‌های ویدئویی استفاده می‌کند مانند چندین بازی Sound Novel از شرکت اسپایک چانسافت.